# Ozierawce
Ozierawce (biał. Азяраўцы; ros. Озеравцы) – wieś na Białorusi, w obwodzie witebskim, w rejonie brasławskim, w sielsowiecie Achremowce.

## Historia
W czasach zaborów w gminie Brasław, w powiecie nowoaleksandrowskim, w guberni wileńskiej Imperium Rosyjskiego
W dwudziestoleciu międzywojennym wieś leżała w Polsce, w województwie nowogródzkim (od 1926 w województwie wileńskim), w powiecie brasławskim, w gminie Brasław.
Według Powszechnego Spisu Ludności z 1921 roku zamieszkiwało wieś 221 osób, 164 było wyznania rzymskokatolickiego a 57 prawosławnego. Jednocześnie 195 mieszkańców zadeklarowało polską przynależność narodową a 26 białoruską. Było tu 41 budynków mieszkalnych. W 1931 w 44 domach zamieszkiwało 217 osób.
Miejscowość należała do parafii rzymskokatolickiej i prawosławnej w Brasławiu. Podlegała pod Sąd Grodzki w Brasławiu i Okręgowy w Wilnie; właściwy urząd pocztowy mieścił się w Brasławiu.